# Podvinski potok
Podvinski potok je potok, ki izvira v bližini vasi Podvine in se pri naselju Šentjur na Polju kot levi pritok izliva v reko Savo. Njegov večji stalni levi pritok je potok Liški potok, ki izvira v bližini vasi Lisce.